# Miriam Naveira Merly
Miriam Naveira Merly   (Santurce, 28 de juliol de 1934 - 15 d'abril de 2018) va ser una jurista porto-riquenya que va servir en el Tribunal Suprem de Puerto Rico de 1985 a 2004. Naveira fou la primera dona en ocupar el càrrec així com la primera Jutge Presidenta  (2003-2004).
Va obtenir la seva llicenciatura en química al College of Mount Saint Vincent i la de Dret a la Universitat de Puerto Rico.
Es va incorporar al Tribunal Suprem el 1985 pel llavors Governador Rafael Hernández Colón esdevenint la primera dona en aquell tribunal. Durant la seva tinença, Naveira va ser coneguda com a pragmàtica i moderada.
Després de la jubilació del Jutge President José Andreu García el 2003, la Governadora Sila María Calderón Serra va ascendir Naveira a Jutgessa Presidenta del Tribunal. La seva tinença va durar només set mesos pel fet que la Constitució de Puerto Rico estableix que els Jutges del Tribunal Suprem s'han de retirar a l'edat de setanta anys. Va ser succeïda pel seu homòleg Federico Hernández Denton. Va morir el 15 d'abril de 2018 a l'edat de 83 anys.